# Marco Mario de Notaris
Marco Mario de Notaris (Napoli, 21 agosto 1975) è un attore italiano.

## Biografia
Marco Mario de Notaris, nato a Napoli il 21 agosto 1975,  debutta giovanissimo come attore in drammi radiofonici della Rai Radio di Napoli, con regie di Guido Piccoli (1985) e Pasquale Scialò (1989). Completa gli studi e dal 1994 al 1996 frequenta il laboratorio teatrale BarDeFè, diretto da Umberto Serra. Diplomato al Centro sperimentale di cinematografia nel 1999, lavora come attore al cinema, in teatro e in televisione, in film, telefilm e soap opera, in ruoli comici e drammatici, sia della tradizione napoletana che della prosa classica e delle sperimentazioni teatrali.
Cura nel 2008 le ricerche e la documentazione storico linguistica per Enrique Vargas nello spettacolo Cosa deve fare Napoli per rimanere in equilibrio sopra un uovo. Come autore teatrale, ha messo in scena Ripeness is all (2000) insieme ad Armando Pirozzi, Con tutti i panni (2003), insieme a Luciano Saltarelli, Giampiero Schiano e Manuela Schiano.
Cura la traduzione, la regia e l'adattamento di Abide with Me (Resta con me, 2009) di Barrie Keeffe per Teatri della legalità, è autore e interprete di Tagli (2009) e Gentil Sorella rimanda lo voler tuo (2011).
Ha partecipato al libro Teoria e tecnica di un artista di merda (Fazi editore), ha collaborato con la rivista Piscine, per la quale ha curato la rubrica dei Falsi letterari d'autore.

## Teatro
- Cauchemar, da Brecht, Gombrovich, Schulz, regia di S. Deva, Teatro India di Roma (2001)
- Menefrego! di Luciano Saltarelli, Napoli,  rassegna “PETROLIO”, a cura di Mario Martone (2003)
- La visita della vecchia signora, con Isa Danieli e Massimo Foschi, regia di Armando Pugliese (2004-2005)
- ‘O Scarfalietto, con Giovanni Esposito, regia di Armando Pugliese (2005-2006-2007)
- L'eccezione e la regola di Bertolt Brecht, regia di Lello Serao (2006)
- Officina Carosello di Saponaro, Saltarelli, Odlin, performance Sala Assoli, Teatro Nuovo di Napoli (2007)
- Corpi Celesti di Sandro Dionisio, Benevento Città Spettacolo (2007)
- L'albergo del silenzio di Eduardo Scarpetta, regia di Lorenzo Salveti (2007-2008)
- Cosa deve fare Napoli per rimanere in equilibrio sopra un uovo, regia di Enrique Vargas, Napoli Teatro Festival Italia (2008)
- Delitto di parodia di Saponaro-Saltarelli, regia di Francesco Saponaro, Teatro Stabile Mercadante di Napoli (2008)
- Morso di Luna Nuova di Erri De Luca, regia di Giancarlo Sepe, Biennale del Teatro di Venezia (2009)
- Vespertelli, a cura di Valeria Parrella e Francesco Saponaro, Teatro Stabile di Napoli (2009)
- Ciao Maschio di Valeria Parrella, regia di Raffaele di Florio (2009) – intervento video
- Lo Stormo, a cura del comitato artistico del Mercadante, Teatro Stabile di Napoli (2010)
- Bizarra di Rafael Spregelburd, regia di Manuela Cherubini, Napoli Teatro Festival Italia (2010)
- Tagli, autore, interprete e regista, Benevento Città Spettacolo (2010)
- Gentil sorella rimanda lo voler tuo, autore, interprete e regista, Teatro Nuovo di Napoli[2] (2011)
- Dignità autonome di prostituzione, regia di Luciano Melchionna (2011)
- La Ciociara, regia di Roberta Torre, Teatro Bellini di Napoli (2012)
- Ricorda con rabbia, regia di Luciano Melchionna, Teatro Bellini di Napoli (2014)
- Millesimi, testo e regia, Napoli Teatro Festival (2015)
- Parenti serpenti, regia di Luciano Melchionna (2016)
- Nguè, testo e regia, Teatro Sancarluccio di Napoli (2017)

## Filmografia

### Cinema
- Autunno, regia di Nina Di Majo (1998)
- L'ultima lezione, regia di Fabio Rosi (1999)
- Non è giusto, regia di Antonietta De Lillo (2000)
- Quartetto, regia di Salvatore Piscicelli (2001)
- Incidenti, registi vari (2004)
- Don Chisciotte e..., regia di Bruno Bigoni (2006)
- Noi credevamo, regia di Mario Martone (2010)
- Là-bas - Educazione criminale, regia di Guido Lombardi (2011)
- Song'e Napule, regia dei Manetti Bros. (2013)
- Indivisibili, regia di Edoardo De Angelis (2016)
- Ammore e malavita, regia dei Manetti Bros. (2017)
- Addio fottuti musi verdi, regia di Francesco Ebbasta (2017)
- La tristezza ha il sonno leggero, regia di Marco Mario de Notaris (2020)
- Querido Fidel, regia di Viviana Calò (2021)
- L'oro del Reno, regia di Lorenzo Pullega (2025)

### Televisione
- Francesca e Nunziata, regia di Lina Wertmuller – film TV (2002)
- Cuori rubati – soap opera (2002-2003)
- Distretto di Polizia – serie TV, episodio 7x19 (2007)
- R.I.S. - Delitti imperfetti – serie TV, episodi 4x10-4x17-4x18 (2008)
- R.I.S. Roma - Delitti imperfetti – serie TV (2010-2012)
- Né con te né senza di te, regia di Vincenzo Terracciano – miniserie TV (2011)
- Rex – serie televisiva (2014)
- Tutto può succedere – serie televisiva (2015-2018)
- L'ispettore Coliandro – serie televisiva - episodio 5x05 (2016)
- Rosy Abate - La serie – serie TV, episodi 2x03-2x05 (2019)
- Baby 2 – serie TV (2019)
- Natale in casa Cupiello, regia di Edoardo De Angelis – film TV (2020)
- Blanca – serie TV, episodio 1x05 (2021)
- Mare fuori – serie TV, episodi 2x05-2x07 (2021)
- Vincenzo Malinconico, avvocato d’insuccesso – serie TV, 3 episodi (2022)
- L'arte della felicità – docuserie (2022), regia
- I bastardi di Pizzofalcone – serie TV, episodio 4x02 (2023)
- Ripley – miniserie TV (2024)
- Un posto al sole – soap opera (2024-2025)
- Il patriarca (seconda stagione) – serie TV, 4 episodi (2024)
- Uonderbois – serie TV (2024)
- Leopardi - Il poeta dell'infinito, regia di Sergio Rubini – miniserie TV, puntata 2 (2025)

### Cortometraggi
- Spalle al muro, regia di Nina di Majo (1996)
- Pinocchio, regia di Bruno Bigoni (1998)
- L'inferno a pochi metri da casa, regia di Lina Wertmüller (1999)
- Tao, regia di Edo Tagliavini (1999)
- La signorina Holibet, regia di Gianluca Jodice (2001)
- Illuminazioni, regia di Bruno Bigoni (2003)
- Compleanno, regia di Sandro Dionisio (2004)
- Mimmo e il suo ultimo desiderio, regia di Giacomo Mondadori (2005)
- Solo agli occhi, regia di Sandro Dionisio (2006)
- Gas Station, regia di Edo Tagliavini (2009)
- La vita Alta, regia di Federico Velardi (2010)
- The Parker, regia di Francesco Ebbasta (2013)[3]
- Messaggi da fuori, regia di Alessio Pasqua (2014)
- 30 anni, regia di Francesco Ebbasta (2016)[4]

## Doppiaggio
- Gatta Cenerentola, regia di Alessandro Rak, Ivan Cappiello, Marino Guarnieri, Dario Sansone (2017)

## Radio
- Lettura delle lettere di Mozart al fratello Leopold in Mozart a Napoli, a cura di Pasquale Scialò, Radio Rai (1999)
- Futbol!, radiodramma di Guido Piccoli, 20 episodi, Radio Rai (2001)
- Don Pablo, radiodramma di Guido Piccoli, 20 episodi, RTSI - Radio Svizzera Italiana (2003)
- L'aratro del mare, radiodramma di Guido Piccoli, 20 episodi, RTSI - Radio Svizzera Italiana (2006)
- Zazà, lettura di Tagli, Rai Radio 3 (2009)